# 紐西蘭國旗公投
紐西蘭國旗公投是一場於2015年和2016年進行的公投，決定紐西蘭是否更換紐西蘭國旗。第一次公投舉辦於11月20日至12月11日之間，決定候選的國旗方案。第二次公投於2016年3月3日至3月24日舉行，決定是否更換國旗。

由於紐西蘭國旗和澳大利亞國旗圖案十分相似，加上國旗左上帶有英國國旗，因此紐西蘭一直有更換國旗的意見。1965年，和紐西蘭情況類似的加拿大就更換了沒有英國國旗圖案在內的現行國旗。
2014年，紐西蘭總理约翰·基表示將舉辦公投，決定是否變更國旗。另一方面，亦有呼聲反對變更國旗。反對黨批評更換國旗與否並非優先事項，認為此次公投會浪費巨額費用。反對更換國旗民眾也認為現行國旗比候選方案更好。

## 第一輪投票
如果紐西蘭國旗更換，您會喜歡哪一面旗幟？

方案A
方案B（紅峰旗）
方案C
方案D
方案E

第一輪投票於2015年11月20日開始，2015年12月11日結束，歷時3週。初選結果於12月11日晚間發佈；12月15日官方宣布結果。該次投票採排序複選制，詢問選舉人對於已入圍的5個新國旗設計方案的偏好順序。勝出的設計將會於第二輪投票中與原始國旗設計進行投票。
國旗變更反對者則呼籲民眾投下棄權票，例如投下無效票或採取策略性投票，選擇最差的設計方案作為反制。
| 選項     | 第一選擇  | 第一選擇 | 第二選擇  | 第二選擇 | 第三選擇  | 第三選擇 | 最後選擇  | 最後選擇 |
| 選項     | 票數      | %        | 票數      | %        | 票數      | %        | 票數      | %        |
| -------- | --------- | -------- | --------- | -------- | --------- | -------- | --------- | -------- |
| 方案A    | 559,587   | 40.15    | 564,660   | 40.85    | 613,159   | 44.77    | 670,790   | 50.58    |
| 方案E    | 580,241   | 41.64    | 584,442   | 42.28    | 607,070   | 44.33    | 655,466   | 49.42    |
| 方案B    | 122,152   | 8.77     | 134,561   | 9.73     | 149,321   | 10.90    | 不適用    | 不適用   |
| 方案D    | 78,925    | 5.66     | 98,595    | 7.13     | 不適用    | 不適用   | 不適用    | 不適用   |
| 方案C    | 52,710    | 3.78     | 不適用    | 不適用   | 不適用    | 不適用   | 不適用    | 不適用   |
| 總計     | 1,393,615 | 100.00   | 1,382,258 | 100.00   | 1,369,550 | 100.00   | 1,326,256 | 100.00   |
| 不轉讓票 | 不轉讓票  | 不轉讓票 | 11,357    | 0.73     | 24,065    | 1.56     | 67,359    | 4.35     |
| 非正式票 | 非正式票  | 非正式票 | 非正式票  | 非正式票 | 非正式票  | 非正式票 | 149,747   | 9.68     |
| 無效票   | 無效票    | 無效票   | 無效票    | 無效票   | 無效票    | 無效票   | 3,372     | 0.22     |
| 總投票數 | 總投票數  | 總投票數 | 總投票數  | 總投票數 | 總投票數  | 總投票數 | 1,546,734 | 100.00   |
| 投票率   | 投票率    | 投票率   | 投票率    | 投票率   | 投票率    | 投票率   | 48.78     | 48.78    |

不轉讓票指該選票的偏好排序全部用完，無法將之轉讓給所有的選項。

非正式票指選票無法辨別選舉人的第一選擇為何。

無效票指選票無法辨讀或被標記刪除。

## 第二輪投票
您選擇哪個旗幟作為紐西蘭國旗？

方案1
方案2

第二輪投票開始於2016年3月3日，2016年3月24日結束，歷時3週。該次投票將會選擇原始設計或第一輪投票勝出的新國旗設計為紐西蘭國旗。
| 選項            | 投票      | 投票        |
| 選項            | 票數      | 百分比（%） |
| --------------- | --------- | ----------- |
| 方案1（新設計） | 915,008   | 43.26       |
| 方案2（原設計） | 1,200,003 | 56.74       |
| 總計            | 2,115,011 | 100.00      |
| 非正式票        | 4,942     |             |
| 無效票          | 4,554     |             |
| 總投票人數      | 2,124,507 | 100.00      |
| 投票率          | 63.7%     | 63.7%       |

第二輪投票各選舉區結果。
方案1（新設計）
方案2（原設計）

非正式票指該選票無法明確辨別選舉人的選擇（如空白票或兩個選項都蓋）。

無效票指該選票無法辨讀或被標記刪除。

### 各選區結果
在紐西蘭的71個選區中，只有6個選區贊成新的國旗設計方案。

## 外部連結
- Official referendum and flag submission website